# Kein Bock auf Nazis

Logo der Initiative „Kein Bock auf Nazis“

Kein Bock auf Nazis (KBAN) ist eine 2006 von der Berliner Band ZSK gestartete Initiative gegen Neonazismus, Rechte Politik und Rassismus. 2021 wurde der gemeinnützige Verein Kein Bock e.V. gegründet, der seither Träger der Kampagne ist.

## Geschichte
Anlässlich der Veröffentlichung des Albums Discontent Hearts And Gasoline und angesichts staatlicher Kürzungen für Initiativen gegen Rechtsextremismus veröffentlichte die Punkband ZSK am 28. April 2006 die kostenlose DVD Kein Bock Auf Nazis in einer Auflage von 30.000 Stück. Daran teilnehmende Bands sind unter anderem Die Ärzte, Die Toten Hosen, Donots, Muff Potter, Julia Hummer, Culcha Candela und Madsen. Auf der DVD findet sich ein 80-minütiger Film mit Interviews mit den beteiligten Musikern und Schauspielern und eine Dokumentation über rechte Strukturen in Deutschland. Des Weiteren werden vier erfolgreiche Initiativen gegen Rechts vorgestellt. Der Film ließ sich zudem kostenlos auf der Internetseite der Initiative herunterladen.
In den folgenden Jahren wurden zahlreiche Broschüren und weiteres Informationsmaterial erstellt, das kostenlos an Schulen, Jugendklubs und auf Demonstrationen verteilt wurde. Des Weiteren wurden noch 20.000 neue DVDs verteilt. Zu den unterstützenden Bands zählen inzwischen auch die Donots, Beatsteaks, Broilers, Jan Delay, Jupiter Jones, Kraftklub, Deichkind und WIZO.
Ziel der Kampagne ist es nach eigener Aussage junge Menschen zu informieren, zu vernetzen und ihnen Mut zu machen, sich gegen Rechtsextremismus und Rassismus zu engagieren.
In den Anfangsjahren wurde die Kampagne vom Antifaschistischen Pressearchiv und Bildungszentrum Berlin (apabiz) unterstützt.

## Aktionen
Die Kampagne ist jedes Jahr bei rund 100 Festivals, Konzerten und Demonstrationen gegen Rechts mit Infoständen vertreten. Jährliche werden 20.000 kostenlose Jugendmagazine und mehr als eine Million Infoflyer verteilt. Darüber hinaus organisiert die Initiative eigene Konzerte und Protestaktionen.
Besondere Aufmerksamkeit erhielt KBAN durch folgende Aktionen:
- Mit einem Flugzeug ließ der Verein mehrfach ein 20 m langes Banner mit der Aufschrift „Scheiss AfD!“ über Veranstaltungen der Partei fliegen[3]
- Zur Bundestagswahl 2025 ließ KBAN in Düsseldorf[4] und Berlin[5] große Wandbilder an Häuserwände malen
- 2024 veranstaltete Kein Bock e.V. am Tag vor der Brandenburger Landtagswahl ein Openair-Konzert[6] mit mehreren Tausend Zuschauern in Potsdam. Aufgetreten sind unter anderem Madsen und Sportfreunde Stiller
- Im Rahmen der Proteste gegen den AfD-Bundesparteitag 2025 in Riesa organisierte der Verein ebenfalls eine Konzertbühne.[7] Es traten Pöbel MC, Team Scheisse und ZSK auf
- Im Februar 2025 führte Kein Bock Auf Nazis die erste Drohnenshow gegen Rechtsextremismus durch.[8] 200 beleuchtete Drohnen bildeten im Himmel über einer Demo gegen Rechts in Bochum verschiedene Bilder, unter anderem „FCK AFD“ und „Gegen den Rechtsruck“

## Finanzierung
Die Arbeit von KBAN wird ausschließlich durch Spenden finanziert. Der gemeinnützige Verein setzt sich dafür ein, auch in Zukunft unabhängig von staatlicher Förderung zu bleiben.

## Rezeption
Kein Bock Auf Nazis wurde 2007 vom Vizepräsidenten des Deutschen Bundestages, Wolfgang Thierse und Berlins regierendem Bürgermeister, Klaus Wowereit mit dem Alex - Gemeinsam Gegen Rechts - Preis ausgezeichnet. 2011 erhielt die Kampagne den Wilhelm-Dröscher-Preis.